# Гамбит слона
Гамбит слона — шахматный дебют, разновидность принятого королевского гамбита в шахматах, начинающаяся ходами: 
 1. e2-e4 e7-e5
2. f2-f4 e5:f4
3. Cf1-c4.
Относится к открытым началам.
Характеризуя идеи дебюта, русский мастер и теоретик Э. С. Шифферс писал: «В гамбите коня 3. Кf3 предупреждает шах ферзём на h4. В гамбите слона этот ход допускается с тем, чтобы отступить королём на f1, потом оттеснить ферзя ходом Кf3, выигрывая время для развития».
На гамбит слона у чёрных есть ряд возражений:
- 3. …Фd8-h4+ — классическая защита. Белые продолжают 4.Kpe1-f1
- 3. …f7-f5 — см. контргамбит Лопеса[1].
- 3. … Kc6 — защита Мориана
- 3. …d7-d5 — см. гамбит Бледова[2].
- 3. … Kf6 — сильнейшее продолжение. Далее чаще всего следует 4. Kb1-c3 c7-c6